# Hallstatt
Hallstatt (česky Halštat) je město s 923 obyvateli nacházející se v Solné komoře v Rakousku. Leží bezprostředně u Halštatského jezera a společně s pohořím Dachstein a Solnou komorou patří ke Světovému dědictví UNESCO.

## Geografie
Hallstatt leží ve vnitřní části Solné komory (Salzkammergutberge) vedle stejnojmenného jezera, ve výšce 508 metrů nad hladinou moře.
Jednotlivé domy obce se tísní vedle sebe na úzkém pruhu pobřeží mezi vysokými horami, některé jsou částečně postaveny na kůlech zapuštěných v jezeře. Obec v podstatě tvoří jediná ulice a malé tržiště. Největší vzdálenost ze severu na jih je 9,1 km, ze západu na východ 13,2 km. Celková rozloha činí 59,8 km², z níž 34,8 % je zalesněno.

## Historie
Ještě na konci 19. století se do Hallstattu nedalo dostat jinak než lodí nebo úzkou horskou stezkou. Ve vesnici se nevelkým prostorem mezi horou a jezerem muselo maximálně šetřit. Spojení mezi domy stojícími u jezera existovalo jen s pomocí člunů nebo tzv. vrchní cestou, úzkou cestičkou nad střechami domů. Teprve v roce 1890 byla do Hallstattu postavena silnice podél západního pobřeží, kvůli níž musel na některých místech proběhnout odstřel překážejících skal.
Přes nehostinnost horské krajiny byla oblast vyhledávána nejspíše již v neolitu. Důvodem byl bohatý výskyt solných ložisek, z nichž se těžilo tisíce let. Nejstarší důkazy (např. nástroje ze staršího neolitu) se datují zhruba do roku 5000 př. n. l. V roce 1846 objevil Johann Georg Ramsauer nahoře u halštatských solných dolů pohřebiště. Byla zde vykopána také jedna z prvních kováren. Čilý obchod a s ním spojený blahobyt umožnil rozvoj kultury, která se podle nálezů v Solné komoře nazývá Halštatská kultura, jež trvala přibližně mezi lety 800 př. n. l. a 400 př. n. l. a proslavila Hallstatt na celém světě.
Z doby římské a raného středověku neexistují žádné písemné zprávy. V roce 1311 získal Hallstatt právo pořádat trhy, což je známkou toho, že osada neztratila na hospodářském významu.

## Náboženství
Obyvatelé Hallstattu se hlásí převážně ke katolickému nebo evangelickému křesťanství. V obci se nacházejí dva kostely, přičemž podstatně mladší evangelický kostel špičkou své věže dosahuje zhruba do výšky farního katolického kostela, postaveného kvůli záplavám na vyvýšeném místě.
Stejně jako v jiných rakouských horských vesnicích padlo v Hallstattu na úrodnou půdu luteránské učení. Počátkem 17. století však napomohla vojska salcburského knížecího biskupa k vítězství Protireformace. V polovině 18. století byly vyhoštěny z Hallstattu stovky protestantů a přesídleny do Sedmihradska.
Teprve toleranční patent císaře Josefa II. v roce 1781 alespoň částečně umožnil protestantům v okolí Dachsteinu jejich náboženské vyznání. Protestantský patent císaře Františka Josefa I. je pak v roce 1861 úplně zrovnoprávnil s katolíky a v Hallstattu mohl být v blízkosti jezera zřízen novogotický evangelický kostel.

## Turistika

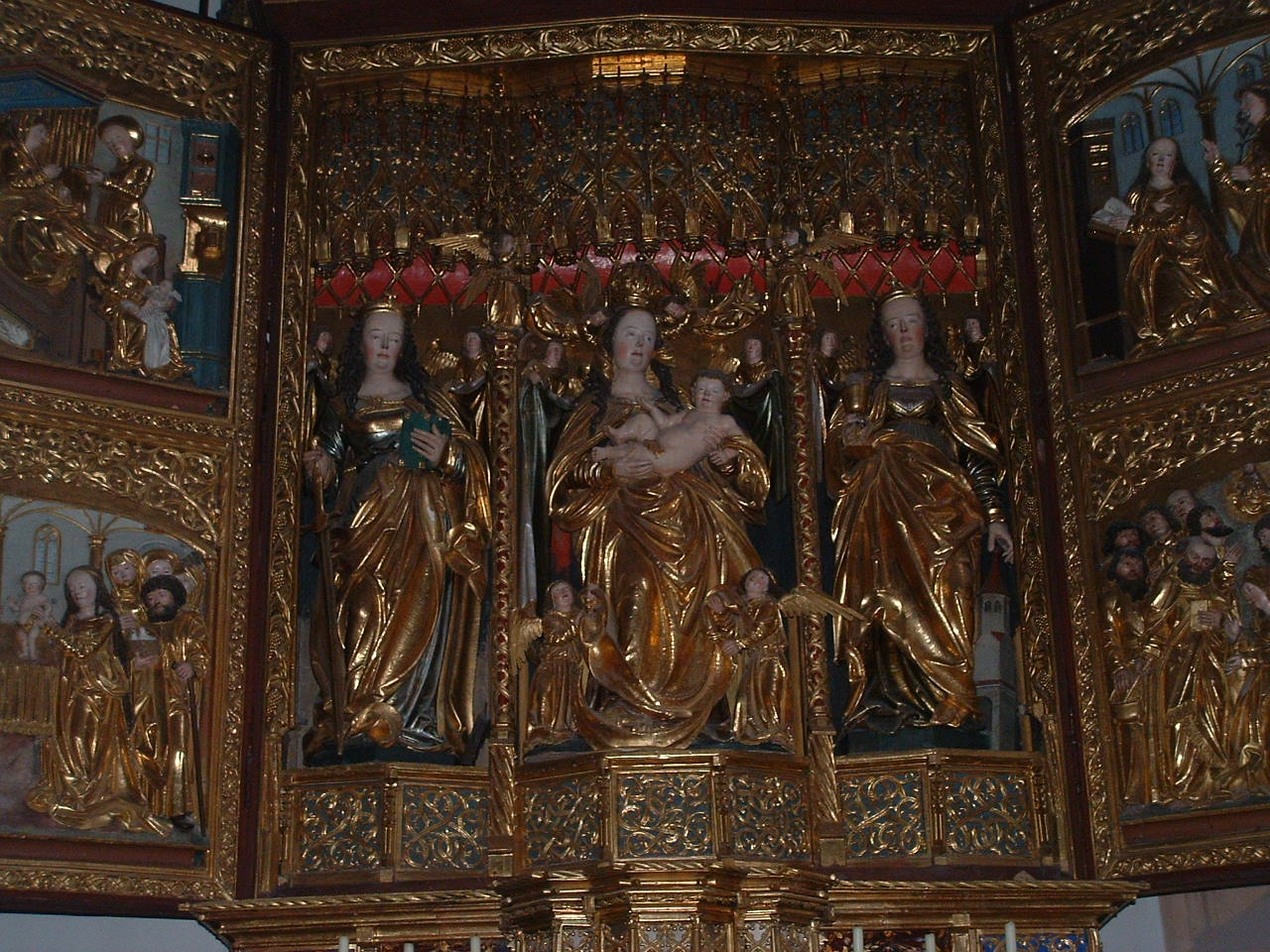
Skládací oltář

Celá oblast i s romantickou vesnicí byla v roce 1996 organizací UNESCO přičleněna ke Světovému dědictví. Předmětem zájmu turistů je nádherná krajina, Halštatské jezero, velké jeskynní systémy (Obří a Mamutí jeskyně) a v neposlední řadě malebný Hallstatt se svými památkami, muzeem a doly.

## Pamětihodnosti

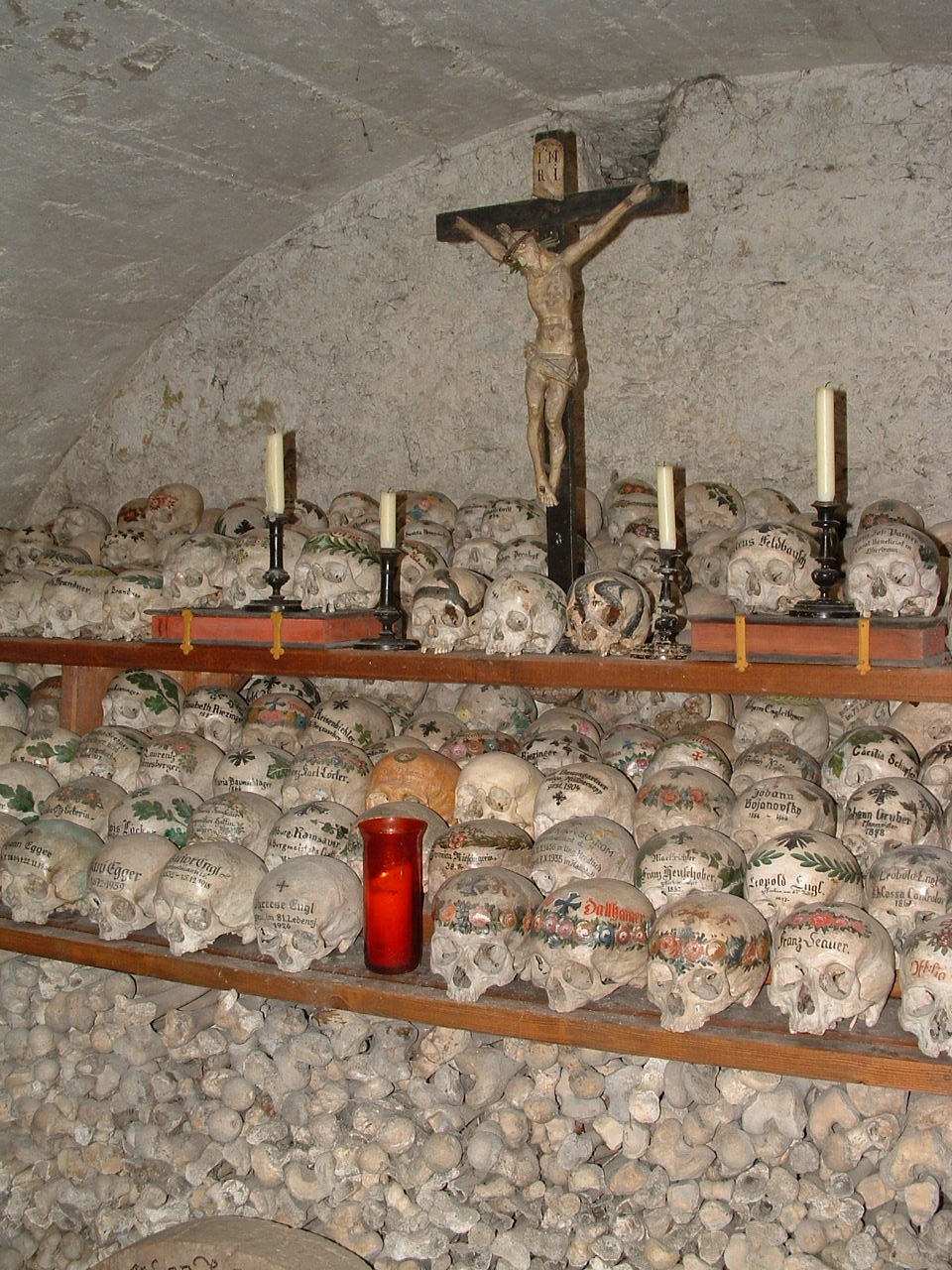
Kostnice

Na skále nad střechami domů trůní v roce 1520 postavený farní kostel Nanebevzetí Panny Marie. Jeho mohutná věž je jedinou dochovanou částí původního kostela z roku 1320. Dvoulodní halová stavba poskytuje přístřeší nejvýznamnější kulturněhistorické památce, mariánskému oltáři, vyřezanému v pozdněgotickém stylu. Tento dvojitý skládací oltář byl zhotoven v roce 1515 gmundenským řezbářem Leonhardem Aistem.
Na sever od kostela se nachází hřbitov a v něm kostnice, která se datuje do 16. století. Je zde uloženo několik set lebek zesnulých. Asi po 20 až 30 letech dochází k exhumaci kostí, jejich nabílení a vyzdobení: Na čele je společně s datem narození a úmrtí napsáno většinou jméno člověka, doplněné namalovaným věncem z dubového listí, břečťanu nebo květin.
Museum Hallstatt vlastní po Muzeu přírodní historie ve Vídni druhou největší sbírku archeologických nálezů z Rakouska z Doby halštatské, vystavovaných moderní formou.
K halštatskému pohřebišti a důlním štolám, nejstarším na světě, vede nahoru pěšina a lanovka. V letech 1282 až 1284 zde nechal vévoda Albrecht I. zřídit tzv. Rudolfovu věž, kterou pojmenoval podle svého otce, Rudolfa I. Věž sloužila během Solné války jako opěrný bod proti salcburskému arcibiskupovi Konrádovi IV. a byla od roku 1313 do poloviny 20. století domovem důlních dozorců. Dnes se ve věži nachází oblíbená restaurace.
O svátku Božího těla se už od roku 1623 každoročně koná procesí u Halštatského jezera. Při něm nacházejí uplatnění tradiční čluny zvané „Mutzen“ nebo „Fua“, které slouží jako oltářní lodě.
První víkend v květnu se od roku 1987 běhá půlmaraton kolem Halštatského jezera s příhodným názvem Hallstättersee-Rundlauf.

## Čínská kopie Hallstattu
V červnu 2012 byla v čínské provincii Kuang-tung slavnostně otevřena kopie městečka Hallstattu, která vznikla jako developerský projekt pro zámožné Číňany. Plně funkční replika vyšla na 940 milionů amerických dolarů. Obyvatelé a majitelé nemovitostí z Hallstattu přitom původně neměli tušení o tom, co se v Číně plánuje – plány na vybudování kopie jejich města se dozvěděli až od jednoho z pracovníků, kteří u nich rok předtím pečlivě dokumentovali domy a ulice. Na otevření „čínského Hallstattu“, na nějž byla pozvána i rakouská delegace, jejíž členové vyjadřovali jednak hrdost na své město, ale zároveň i nelibost z toho, že s nimi čínská strana dopředu své plány nekonzultovala. Majitelka jednoho z hallstattských hotelů pro agenturu Reuters prohlásila: „Měli se zeptat majitelů hotelu a dalších budov, zda souhlasí s nápadem, aby se Hallstatt postavil v Číně.“

## Galerie obrázků

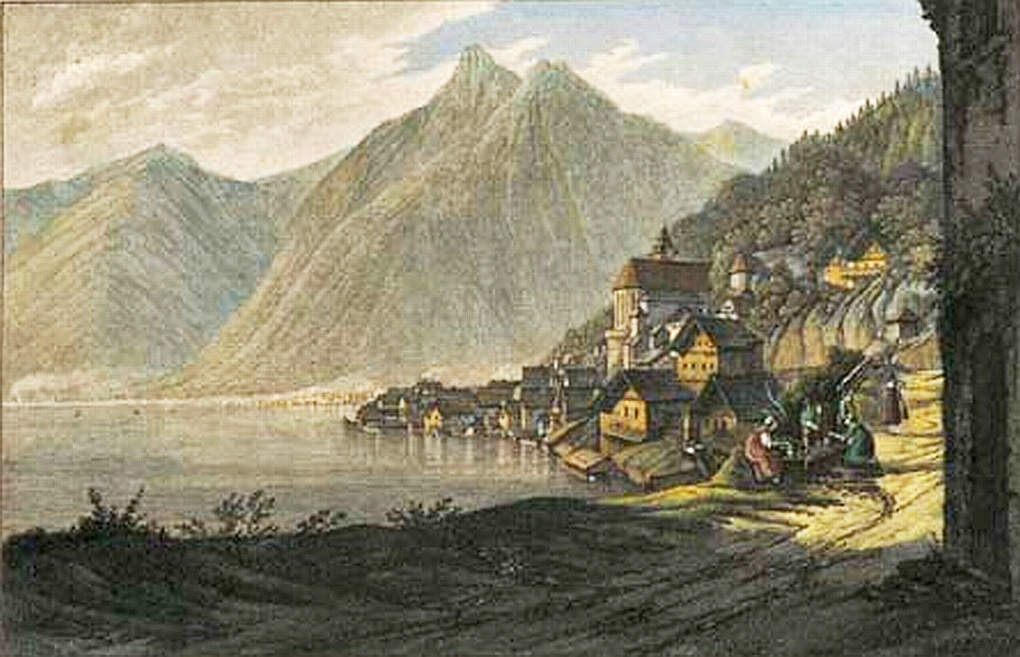
Hallstatt v roce 1830
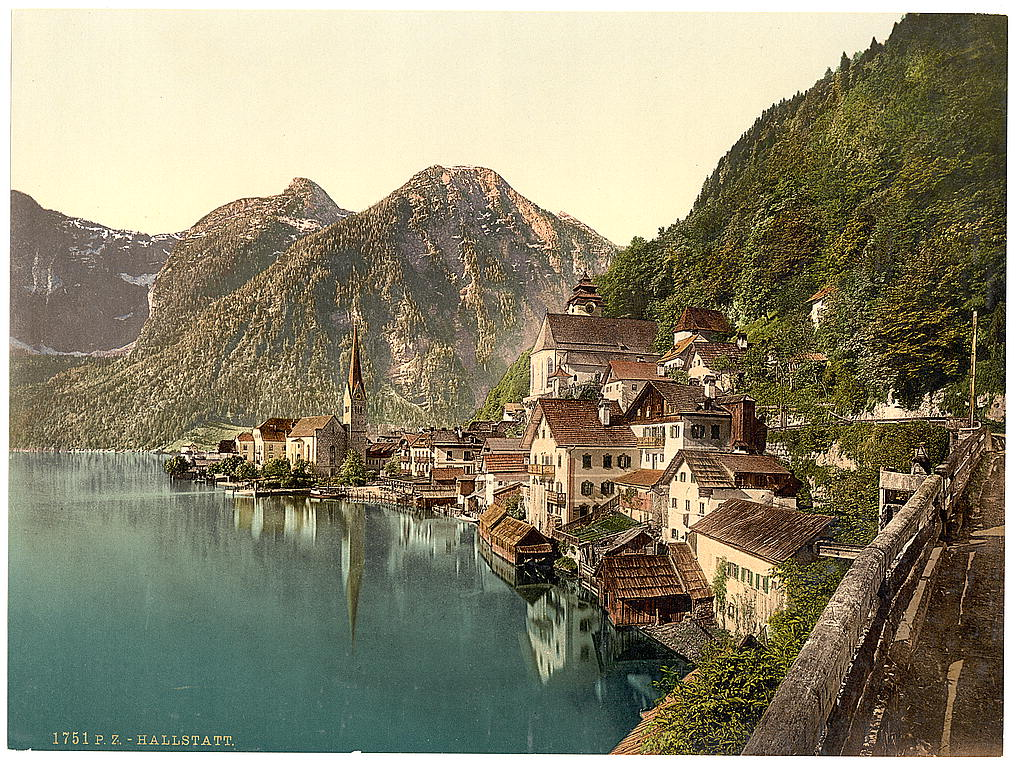
Hallstatt v roce 1900
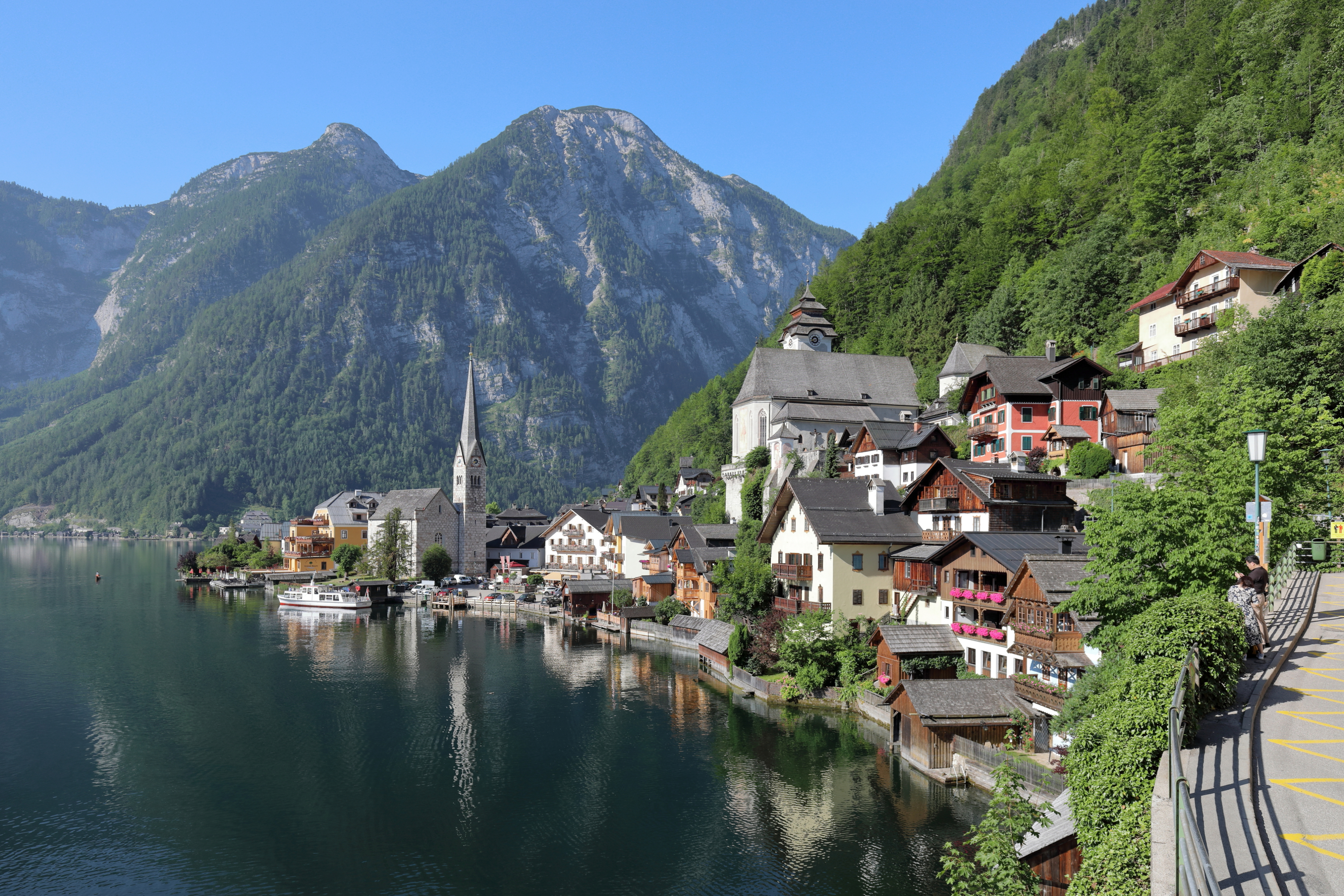
Hallstatt v roce 2019
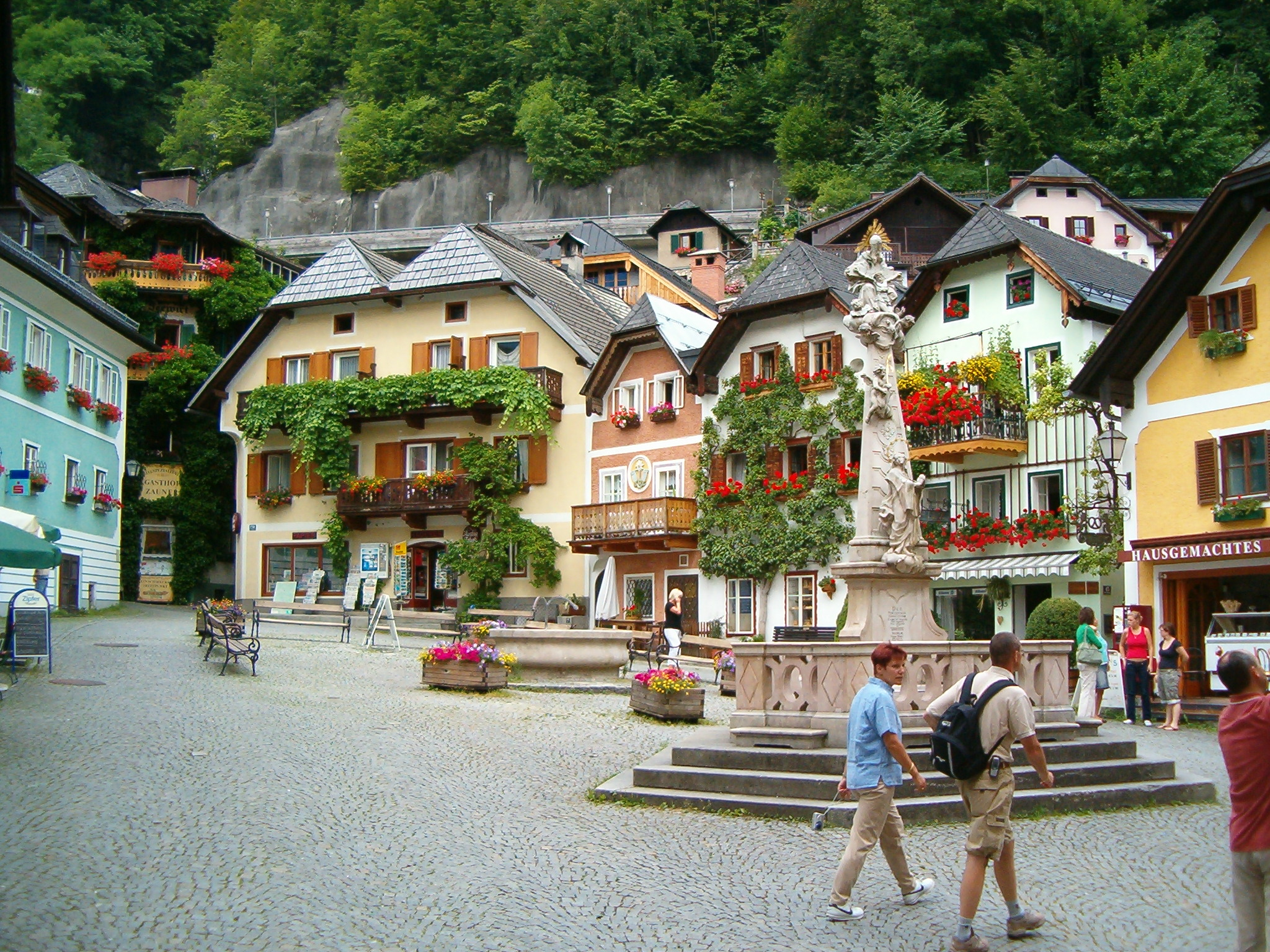
Centrum
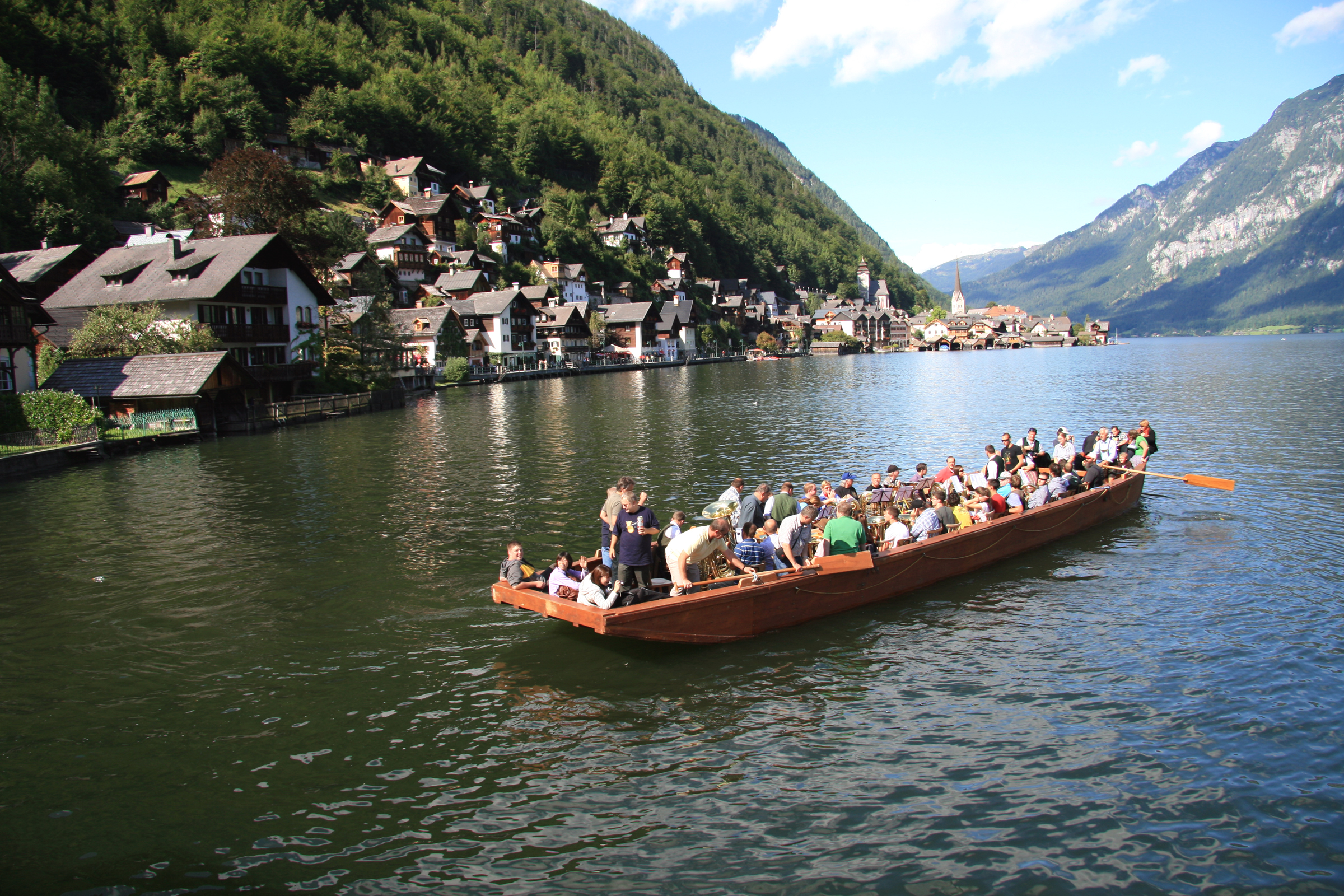
Pohled z lodi
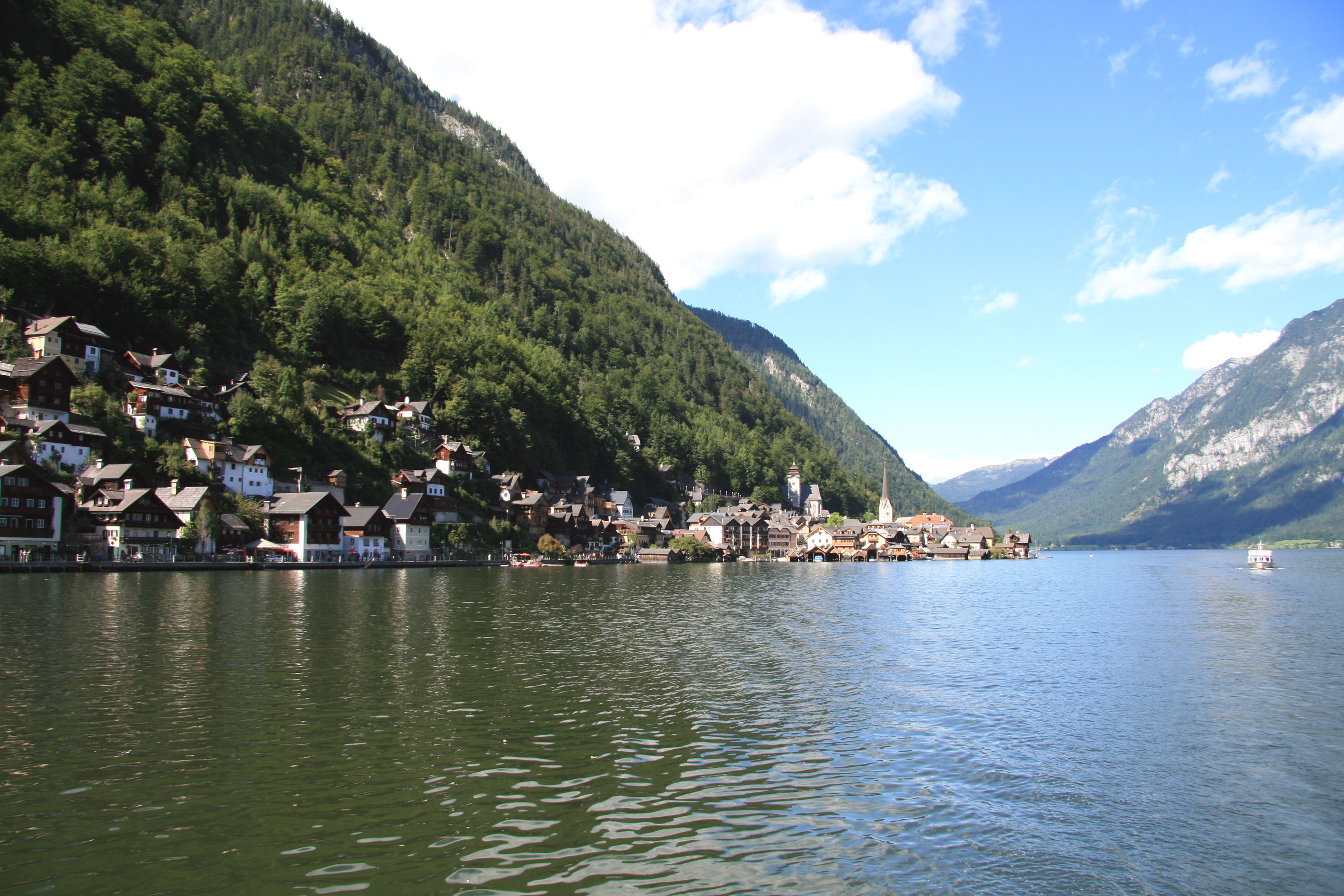
Pohled z lodi
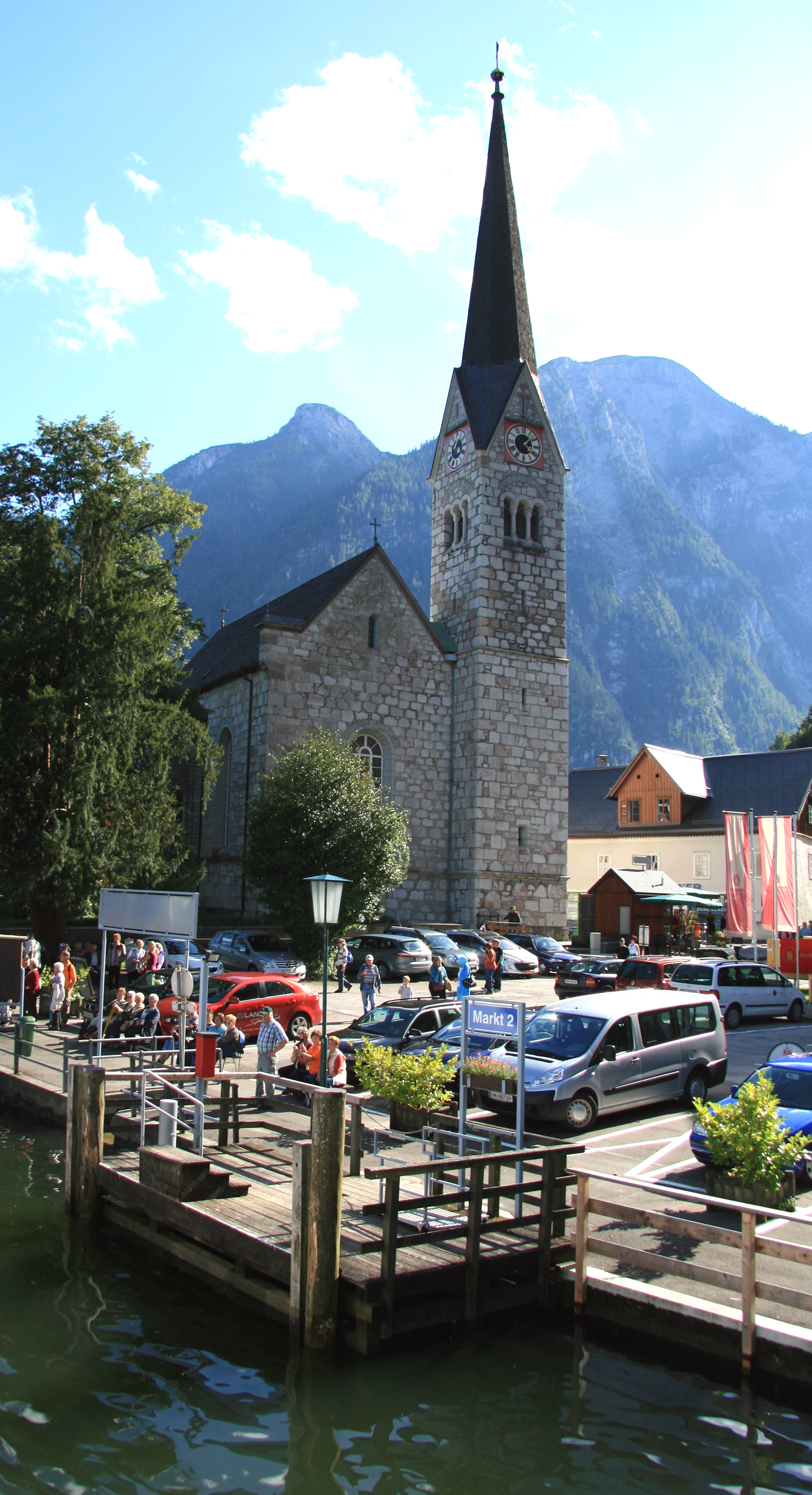
Protestantský kostel
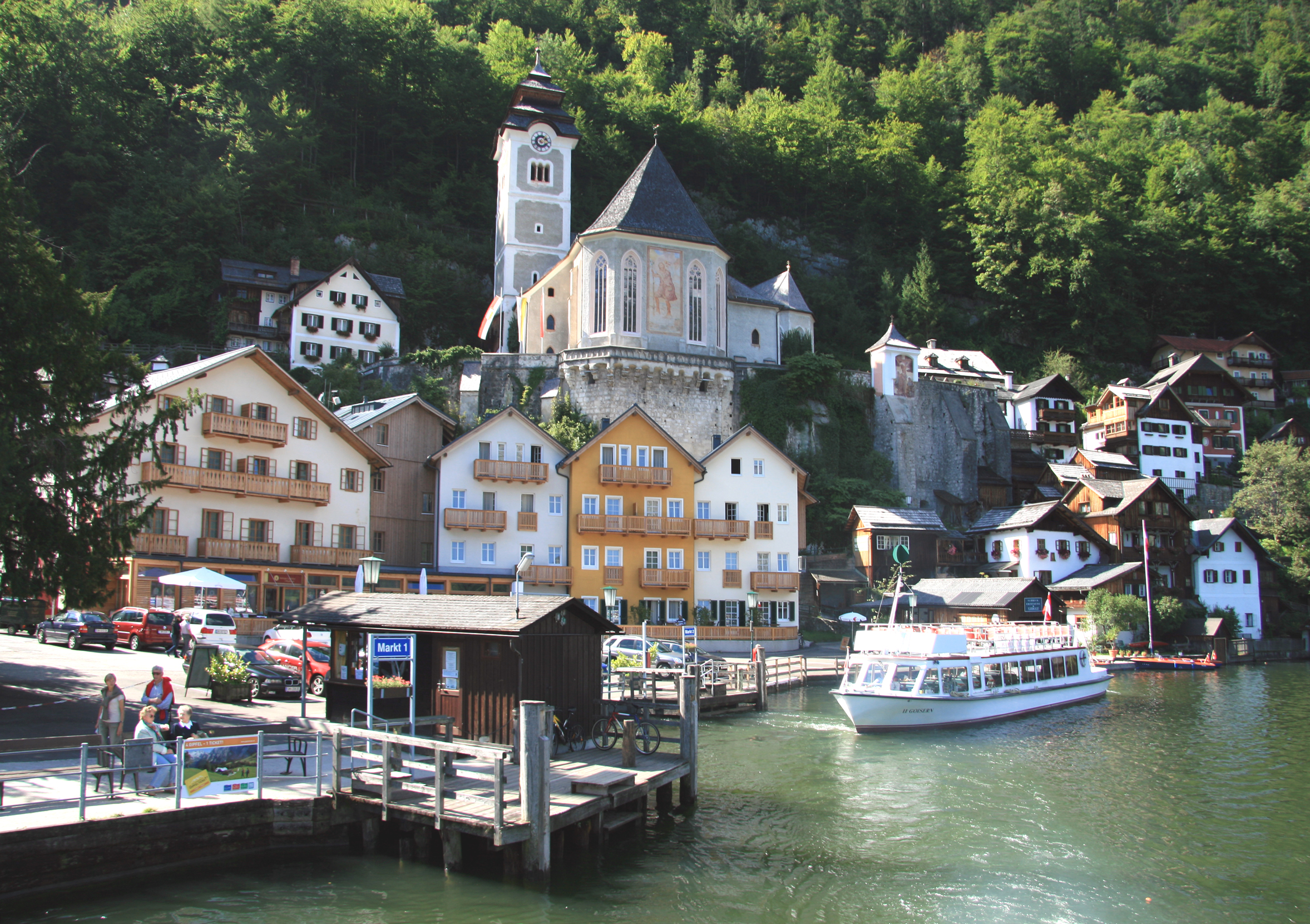
Katolický kostel
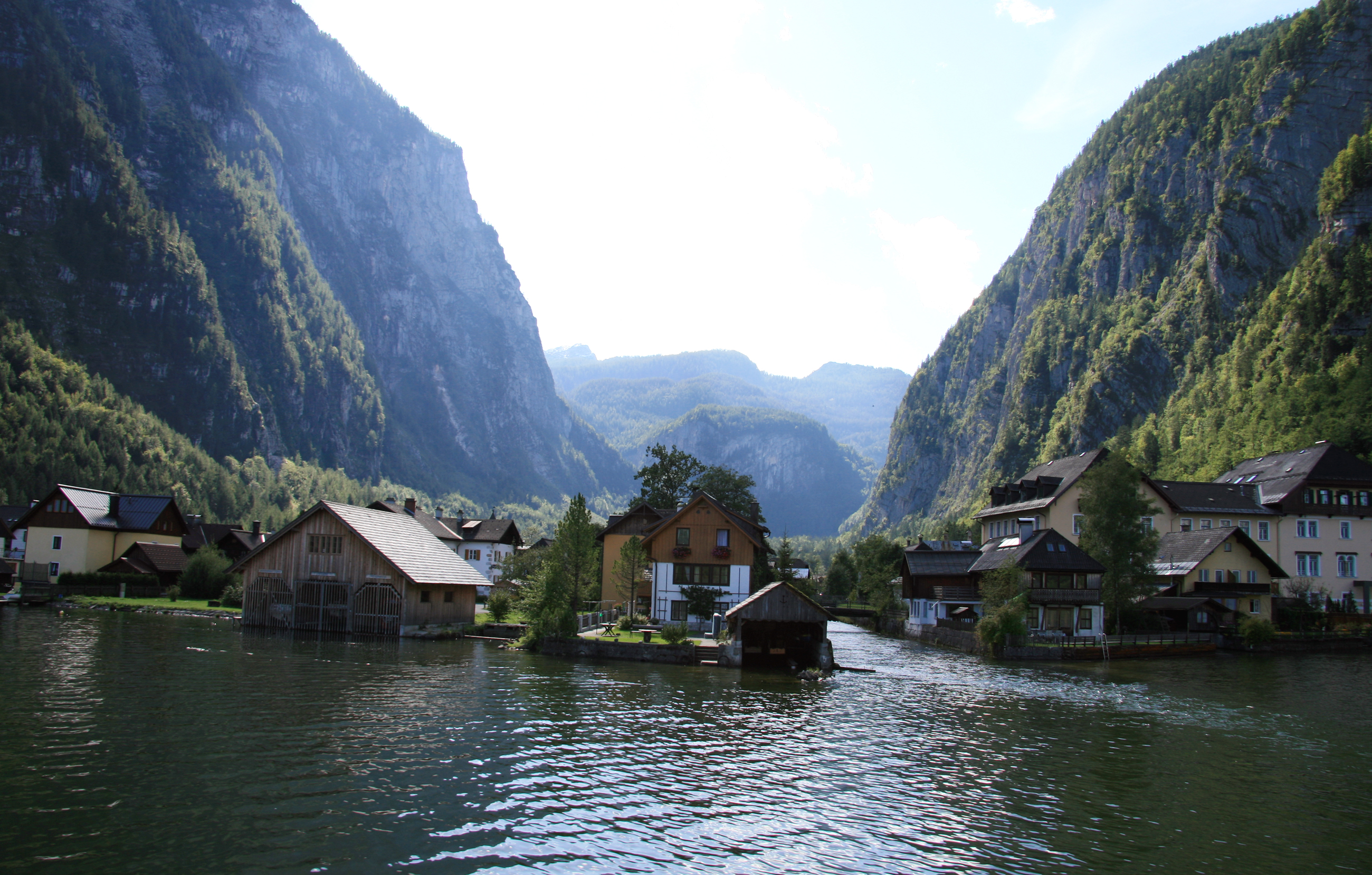
Okolní příroda
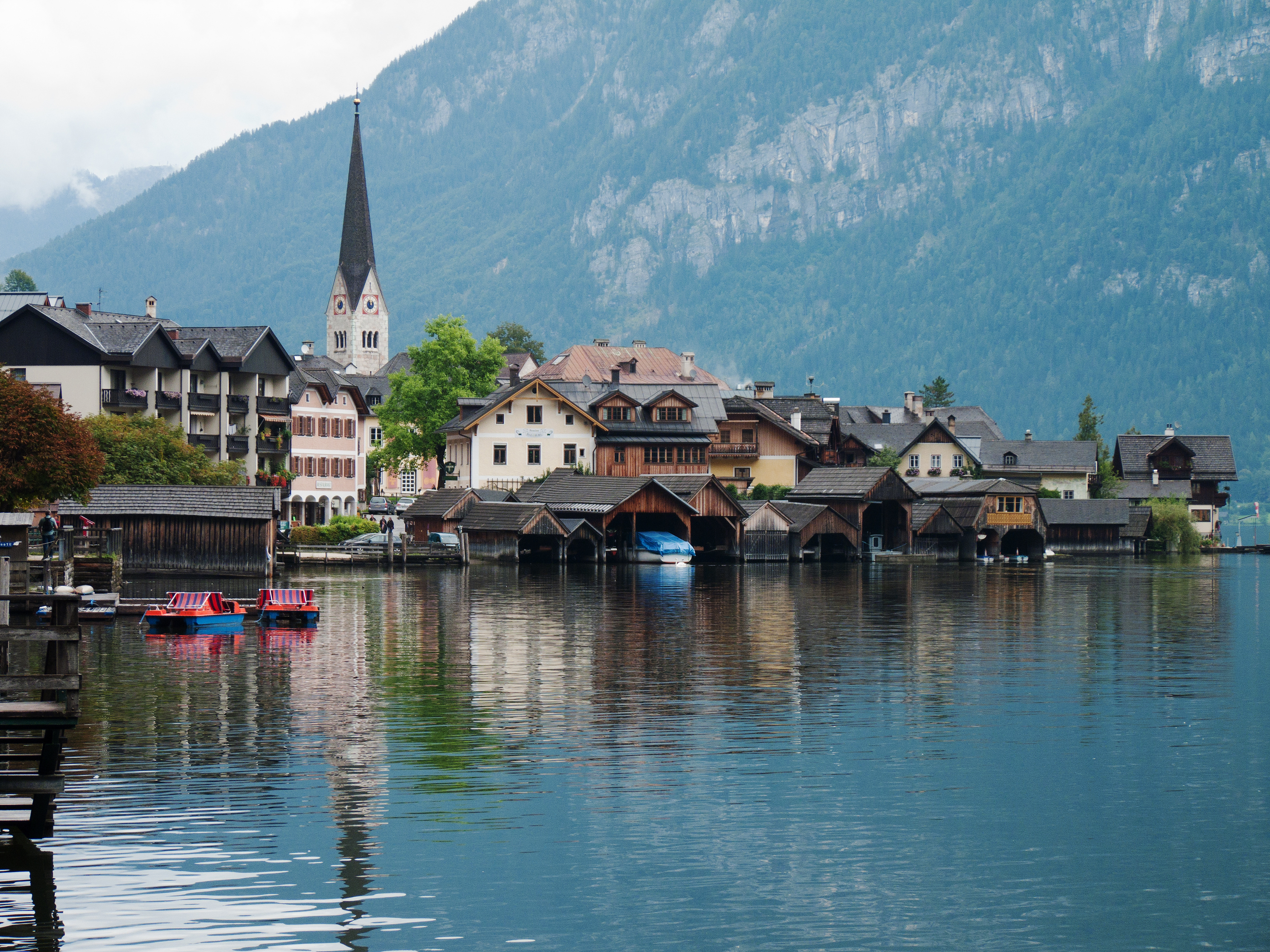
Garáže pro lodi